# Sicyonia brevirostris
Sicyonia brevirostris, el camarón de roca marrón, es una especie de camarón. Se encuentra a lo largo de las costas del oeste del Océano Atlántico y el Golfo de México desde Norfolk, Virginia, para Yucatán, entre Cuba y las Bahamas.

## Apariencia
El camarón de roca es un primo de aguas profundas de las especies de camarón del Golfo rosa, marrón y blanco.  Aparece de color blanquecino a rosado con la superficie posterior más oscura y manchada o barrada con tonos más claros. Sus patas son de color rojo a púrpura rojizo y barradas de blanco. El abdomen tiene surcos transversales profundos y numerosos nódulos. Los pelos cortos cubren sus cuerpos y apéndices. Sus ojos son grandes y profundamente pigmentados.

## Biología
El crecimiento y desarrollo del camarón de roca marrón depende de factores como la temperatura del agua y la Salinidad. Pueden crecer hasta 6 pulgadas de largo, pero la mayoría de los camarones de roca marrón que se encuentran en aguas poco profundas tienen menos de 2 pulgadas de largo. Son altamente productivos y tienen una vida útil corta, entre 20 y 22 meses. 
Las hembras pueden reproducirse cuando alcanzan al menos 1/2 a 1 pulgada de longitud. Los machos maduran cuando alcanzan aproximadamente 1/2 pulgada de largo. Los camarones de roca marrón desovan durante todo el año en aguas costeras, con picos entre noviembre y enero. Las hembras individuales pueden engendrar tres o más veces en una temporada. Los machos y las hembras se aparean, y los óvulos se fertilizan cuando la hembra libera simultáneamente óvulos y espermatozoides. Los huevos eclosionan dentro de las 24 horas.
Los camarones de roca marrón juveniles y adultos se alimentan en el fondo del océano, principalmente comiendo pequeños moluscos bivalvos y crustáceos.